# Brian Paddick
Brian Leonard Paddick (* 24. dubna 1958) je britský politik a člen politické strany Liberal Democrats. V roce 2008 kandidoval za svou stranu na starostu Londýna, ve volbách skončil na třetím místě se ziskem 9,80% prvních preferenčních hlasů a s velkým odstupem za Borisem Johnsonem a Kenem Livingstonem. V minulosti byl vysokým policejním důstojníkem. Je rozvedený, nyní žije v homosexuálním vztahu.